# 笠数道
笠 数道（かさ の かずみち）は、平安時代初期から前期にかけての貴族。官位は従五位上・美濃守。

## 経歴
淳和朝の天長5年（828年）従五位下に叙爵する。
仁明朝では中務大輔を務め、承和7年（840年）右大臣・藤原三守の葬儀を監護した官人の中に名前が見えている。承和11年（844年）山城国校田使次官次いで丹後守と仁明朝末は地方官を務め、承和12年（845年）従五位上に叙せられている。
文徳朝末の天安元年（857年）美濃守に任ぜられる。清和朝の貞観元年（859年）には一族の笠豊主の娘で伊予親王の変に関連して母（浄村女王）と共に安芸国へ下り同国の采女となっていた凡貞刀自が笠宮子の本姓に復した際、数道は宮子の近親とみられる越前守・笠豊興と共にこれらの経緯を証明しており、一族を代表する立場にあったか。

## 官歴
『続日本紀』による。
- 時期不詳：正六位上
- 天長5年（828年） 正月9日：従五位下
- 承和7年（840年） 7月7日：見中務大輔
- 承和11年（844年） 2月2日：山城国校田使次官。10月3日：丹後守
- 承和12年（845年） 正月7日：従五位上
- 天安元年（857年） 9月10日：美濃守